# 마린 머투스
마린 머투스(에스토니아어: Marin Mõttus, 1960년 4월 4일 ~ )는 에스토니아의 외교관이다.